# Impact Wrestling
Impact Wrestling (tidligere TNA iMPACT!) er et ugentligt amerikansk tv-program produceret af Total Nonstop Action Wrestling (TNA). Det bliver sendt hver torsdag på Destination America i USA og Canada. I Danmark bliver programmet sendt på Canal 9. Impact Wrestling bliver optaget i Impact Wrestling Zone, der ligger i Universal Studios Florida i Orlando, Florida. Programmet bliver optaget om mandagen og tirsdagen, og der er gratis entré. Crazy Town's "Megatron" er programmet temasang. 
| Fjernsyn | Spire Denne artikel om et tv-program er en spire som bør udbygges. Du er velkommen til at hjælpe Wikipedia ved at udvide den. |